# WorldCat
WorldCat is de grootste bibliografische databank ter wereld. Meer dan 72.000 bibliotheken uit meer dan 90 landen werken samen aan één gemeenschappelijke online catalogus. OCLC WorldCat werd opgericht in 1971 en bevatte in januari 2017 meer dan 380 miljoen records en 2,4 miljard gecatalogiseerde fysieke en digitale objecten in meer dan 485 talen.
WorldCat Local is een service die een bibliotheek aanbiedt om in de WorldCat databank te zoeken en meteen ook werken op te vragen of in te zien via deze service van die bibliotheek. WorldCat is de grootste 'Online Public Access Catalog' (OPAC) ter wereld.
WorldCat kan een belangrijke bron vormen voor het semantisch web samen met OCLC WorldShare.